# Brachionidium andreettae
Brachionidium andreettae är en orkidéart som beskrevs av Carlyle August Luer och Alexander Charles Hirtz. Brachionidium andreettae ingår i släktet Brachionidium och familjen orkidéer. Inga underarter finns listade i Catalogue of Life.